# Paspalidium gausum
Paspalidium gausum är en gräsart som beskrevs av Stanley Thatcher Blake. Paspalidium gausum ingår i släktet Paspalidium och familjen gräs. Inga underarter finns listade i Catalogue of Life.